# Lloyd Lowndes Jr.
Lloyd Lowndes Jr. (ur. 21 lutego 1845 w Clarksburgu, Wirginia, obecnie Wirginia Zachodnia, zm. 8 stycznia 1905 w Cumberland, Maryland) – amerykański polityk związany z Partią Republikańską. W latach 1873–1875 był przedstawicielem szóstego okręgu wyborczego w stanie Maryland w Izbie Reprezentantów Stanów Zjednoczonych. W latach 1895–1899 piastował urząd gubernatora stanu Maryland.